# تيري موريسون
تيري موريسون (بالإنجليزية: Terry Morrison)‏ هو عداء سريع نيوزلندي، ولد في 16 يونيو 1951 في هاميلتون في نيوزيلندا.